# قالونيا
قالونيا أو كالونيا وهي قرية فلسطينية من قرى القدس المحتلة عام 1948، تعتبر الآن ضاحية من ضواحي القدس الغربية.

## جغرافية القرية
تقع إلى الشمال الغربي من مدينة القدس، وتبعد عنها حوالي 7 كم، ويبلغ متوسط ارتفاعها 650 م. كانت القرية قائمة على منحدر جبلي يواجه الجنوب الغربي، وكان وادي قالونيا يمتد عبر طرفها الشرقي. وكانت القرية تقع على طريق القدس- يافا العام، وتصلها طريق ترابية بالقرى المجاورة. يجري وادي الصرار شرقيها ويسمى وادي قالونيا متجها نحو الجنوب ليسمى وادي عين كارم.
بلغت مساحة أراضيها 4844 دونما، وتحيط بها أراضي قرى دير ياسين، بيت اكسا، لفتا، عين كارم، القسطل، بيت نقوبا، وبيت سوريك.

## السكان
قدر عدد سكانها عام 1922 حوالي (549) نسمة، وفي عام 1945 حوالي (910) نسمة. ويبلغ مجموع اللاجئين من هذه القرية في عام 1998 حوالي (6483) نسمة. يقيم بعضهم في مخيم شعفاط، مخيم عسكر، مخيم قدورة، حارة الشرف، الرام ودول المهجر.

## إحصاءات
| الخلفية العرقية | ملكية الأرض/دونم |
| --------------- | ---------------- |
| فلسطيني         | 3,594            |
| تسربت للصهاينة  | 1,084            |
| مشاع            | 166              |
| المجموع         | 4,844            |

| نوعية المساحة المستخدمة  | فلسطيني (دونم) | يهودي (دونم) |
| ------------------------ | -------------- | ------------ |
| مزروعة بالبساتين المروية | 1,022          | 202          |
| مزروعة بالزيتون          | 200            | 0            |
| مزروعة بالحبوب           | 846            | 109          |
| مبنية                    | 78             | 149          |
| صالح للزراعة             | 1,868          | 311          |
| بور                      | 1,814          | 624          |

| السنة                        | نسمة              |
| ---------------------------- | ----------------- |
| 1596                         | 110               |
| 1922                         | 549               |
| 1931                         | 632               |
| 1945                         | 1,260 (350 يهودي) |
| 1948                         | 1,056             |
| تقدير لتعداد الاجئين في 1998 | 6,483             |

| السنة | عدد البيوت |
| ----- | ---------- |
| 1931  | 156        |
| 1948  | 260        |

## قالونيا قبل سنة 1948
تعتبر القرية ذات موقع أثري يحتوي على انقاض بناء معقود، وتحيط بالقرية من الشمال (خربة بيت مزة) وبها آثار محلة، ومغر منقورة في الصخر، وبجوارها (خربة بيت طلمة) وتضم آثار وأنقاض. وتقوم القرية على بقعة (موصه) الكنعانية وتعني خروج، وتعد قالونيا تحريف لكلمة (كولونيا) اللاتينية ومعناها مستعمرة. وجد اسمها على قبضات أوان فخارية في تل النصبة. بعد سنة 71 للميلاد وطن الإمبراطور فسباسيان 800 جندي روماني في البلدة، التي غدت مستوطنة رومانية تعرف باسم كولونيا أموزا، أو كولونيا إموس. وكلمة (كولونيا) هي التي اشتق منها الاسم البيزنطي الذي أطلق على الموقع: كولونيا. ولم يعرف ما كان عليه وضع الموقع في العهد الإسلامي الأول، إلا إن اسمها بقي على ما هو عليه في الحقبة الصليبية، أي قالوني أو قالونيا. وقد ذكر مجير الدين الحنبلي (توفي سنة 1522) أنها كانت، في سنة 1192، قرية في جوار القدس [ الخالدي 1968: 181]. في سنة 1596، كانت قالونيا قرية في ناحية القدس (لواء القدس)، وعدد سكانها 110 نسمات، يؤدون الضرائب على عدد من الغلال كالقمح والشعير والزيتون، بالإضافة إلى عناصر أخرى من الإنتاج كالماعز وخلايا النحل ودبس الخروب. في أواخر القرن التاسع عشر، كانت قالونيا قرية متوسطة الحجم تنهض على سفح تلو وتعلو نحو 300 قدم فوق واد. وذكر من مر بها من الرحلة أن فيها مطعما (حديثا). وكان سكانها يهتمون بأشجار الحمضيات المغروسة في أراض تحيط بنبع في الوادي.
في سنة 1859، أصبحت قالونيا أول موقع في الريف الفلسطيني امتلك المهاجرون اليهود فيه أراضي زراعية. وعلى الرغم من أن بضعة مستوطنين اهتموا بزراعة الأرض، فإنهم لم يقيموا في القرية إقامة دائمة إلا في أوائل القرن العشرين، حين أنشئت مستعمرة موتسا الصغيرة.

## احتلالها
قامت المنظمات الصهيونية المسلحة بهدم القرية وتشريد أهلها البالغ عددهم عام 1948 حوالي (1056) نسمة، وكان ذلك في 12 أبريل 1948. وضم الصهانية بعض أراضي القرية إلى مستعمرتي (موتسا)، و (موتسا عيليت) المقامتان بجانب القرية، وقد أقيمت مستعمرة موتسا في القرن 19، وقد دمرت أثناء القتال بين سكانها والفلسطينيين عام 1929، فأعيد بناؤها وسميت «موتسا تحتيت» أي موتسا التحتا، وذلك عام 1930، وفي عام 1933 أقيمت «موتسا عليت»، وقد هجرت المستعمرتان أثناء حرب 1948، ثم أعيد تأهيلها. وفي عام 1956 أقاموا على أراضي القرية مستعمرة مڤاسريت يروشلايم).
بعد إنشاء «مڤاسريت يروشالايم» عام 1956، ثم ضمها لاحقاً إلى مستعمرة «معوز تسيون» التي شيدت عام 1951، وهما معاً تشكلان ضاحية في القدس تسمى «مڤاسريت صهيون». يوجد بالقرية منازل لا تزال قائمة يسكنها يهود، كما أن هناك بقايا لكنيس أنشئ عام 1871 م.
كانت قالونيا أحد الأهداف الرئيسية لعملية نحشون (أنظر بيت نقوبا، قضاء القدس). وقد هاجمت قوات البلماح القرية في 11 نيسان\ أبريل 1948, بحسب ما ذكر (تاريخ الهاغاناه). وكتب المؤرخ الإسرائيلي بني موريس أن الوحدات المحتلة عملت طوال يومين على نسف المنازل وتسويتها بالأرض، وهذا ما أكدته تقارير الهاغاناه. كما أفادت صحيفة (نيورك تايمز) أن قوات الهاغاناه احتلت قالونيا في 11 نيسان\ أبريل، وأنها (فجرت مجموعة من المنازل، وخلفت وراءها القرية كلها طعمة للنيران).
بالنسبة إلى تهجير سكان القرية، فإن تقارير المصادر الإسرائيلية تتباين في شأنه. إذا يزعم موريس أنهم غادروها في 2أو 3 نيسان\ أبريل جراء هجوم شن عليها ولكن الحقيقة بأنهم غادروها في 10 نيسان\ أبريل وذهبوا لخربة بيت مزا التي تعتبر تابعة لأراضي قالونيا، وذلك بسبب المجزرة التي وقعت في دير ياسين بتاريخ 9 نيسان\ أبريل. وكتب مراسل صحيفة (نيورك تايمز) أن القرويين أجلوا في معظمهم، في حين أمر الآخرون بإخلاء القرية قبل تدميرها.
وتعتبر شهادة هاري ليفن اليهودي الإنكليزي الذي كان يقيم في القدس، والذي رافق قوة البلماح في أثناء هجومها يقيم في القدس، والذي رافق قوة البلماح في أثناء هجومها بتاريخ 11 نيسان\ أبريل، تعليقا مثيرا للاهتمام على هذه المزاعم كلها. فهو يصف ما شاهده بأم العين قائلا: (فجأة بدت القرية بركانا ثائرا، إذا ما أن أطلقت مدافعنا الشرارة الأولى حتى تحولت القرية، في لمحة بصر، إلى معمعة من الردود النارية...فقد أطلقوا نيران أسلحتهم في الاتجاهات كافة..فجأة دوى انفجار كأنه مزق سفح التل، صيحات هلع. كان جنودنا الصداميون ولغامونا قد وصلوا إلى المنازل.. مزيد من الانفجارات.. وما لبث أن قضى الأمر في غضون ثلاثين دقيقة). وقد أحصى ليفن 14 قتيلا، (ولكن ثمة أكثر من ذلك). وحين غادر ليفن القرية (كان اللغامون ينسفون المنازل، فراحت الأبنية الحجرية الصلبة، وبعضها مشيد على الطراز المدني المتطور، تتفجر وتتهاوى بعضها في إثر بعض..)

## القرية اليوم
لم يعد قائما سوى بعض المنازل في القسم الجنوبي الغربي من الموقع، بالقرب من المقبرة ولهذه المنازل أبواب ونوافذ مقنطرة. وتقيم اليوم عائلة يهودية في أحد هذه المنازل. ويتبعثر في أرجاء الموقع ركام الحجارة وأجزاء من سقوف الأسمنت المتداعية، وأطر النوافذ الحديدية. ولا يزال كنيس قديم، شيد في سنة 1871, قائما وله أبواب ونوافذ مقنطرة. وتحرق كل عام الأعشاب البرية التي تنمو في الموقع، تنظيفا لمشارف المستعمرة القريبة. وقد تم الحفاظ على مصاطب القرية، وينبت فيها اليوم وفي أسافل المنحدرات شجر اللوز والتين والزيتون، إلى جانب نبات الصبار.

## المستعمرات الصهيونية على أراضي القرية
في سنة 1956، أنشئت مستعمرة مڤاسريت يروشلايم على أراضي القرية. وقد ضمت إليها لاحقا مستعمرة معوز صهيون التي شيدت في سنة 1951 على أراضي القسطل، لتشكلا معا ضاحية القدس المسماة مڤاسريت صهيون التي تقع شمالي شرقي الموقع، ومعظمها على أراضي القرية.
كما بنيت مستعمرة موتسا بالقرب من القرية، على أراض اشتراها مستعمرون يهود في الخمسينات من القرن التاسع عشر. وقد حل الدمار بها في أثناء القتال بين الفلسطينيين والصهيونيين في تموز\ يوليو 1929، ثم أعيد بناؤها وتسميتها باسم موتسا تحتيت في سنة 1930. وبعد ثلاثة أعوام، أنشئت مستعمرة موتسا عليت في جوارها. وقد هجرتا كلتاهما في حرب 1948، ثم أهلتا من جديدو وأضحتا اليوم ضاحيتين من ضواحي القدس متاخمتين لأراضي القرية، لا عليها.

## عيون قالونيا
1 ـ عين الليمونة:
أو العين التحتا وتقع في قالونيا الجنوبية على بعد مائة متر من الشارع العام، الذي يقسم فلسطين إلى شمال وجنوب، وعلى يمين الداخل إلى بلدتنا من الجنوب. ويجاور العين منزل فوزي نسيبه، ويحيط بها حقول وبساتين وجنان طيبه تسقيها العين، والعين عباره عن غرفة حجرية صغيرة مسقوفة بالاسمنت، قرب السقف
مزراب قوي نضاح تتدفق منه المياه بلا انقطاع أو توقف. يقف الرجل منا بطوله تحت المزراب يدش دشا براحته، وامام غرفة المزراب بنيت بركة تتجمع فيها المياه بعمق متر ونصف قبل توزيعها على البساتين والجنان والدور حولها عن طريق فتحات عند حواف البركة السفلى، وتفتح وتغلق حسب جدول زمني متفق عليه بين اصحاب الجنان والحقول والدور هناك.
2- العين الفوقا:
وتقع إلى الشمال من العين السابقة مسافه ثلاثمائة مترا بجوار منزلي حافظ نسيبة وفؤاد نسيبة، ويصب مزرابها القوي من ارتفاع أقل من متر مباشرة في بركة اصغر مساحة واقل ارتفاعا من بركة العين التحتا السابقة، وتتجمع فيها المياه لتوزيعها لسقاية خضروات الأرض التي حولها. كانت تظلل البركة شجرتان معمرتان، لاتنفك اوراقها المتساقطة منها، تطفوا فوق صفحة الماء فيها، فتغطيها لتبدو ارض غرفة مكسوة ببلاط من الاوراق الملونة، ويظهر ان أولاد نسيبة قد مضى عليهم وقتا ؟ مثل أبناء عائلة الحسيني ؟ كانوا فيه يستأثرون بأحسن الأراضي بجوار العيوت، اشتروها من فقراء البلدة أيام العثمانيين، قبل أن تنتقل من ايديهم إلى ايدي مشترين جدد!
3- عين الشامية:
وتقع في اراضي الحبايل في قالونيا الشرقية داخل مغارة صخرية شبه مستطيله، يبلغ طولها عشرة امتار بعرض خمسة امتار، وارتفاع مترين، وتقع بركة العين عند مدخلها.
يدخل فيها الرجل فاردا قامته، وتضاء فيها الشموع من قبل أهل البلدة وخاصة من أهل داري عطية وعطوة، تبركا في امسيات الجمع والمناسبات، كانت بنات القرية يجدن فيها المكان المناسب للاستحمام متخفيات عن اعين المتطفلين من الأولاد.
4- عين علي جودة:
وتقع غرب عين الشامية إلى الجنوب الغربي من دار موسى عبد ربه، وترتفع نسبة الملوحة في مياهها، مما كان يشجع المصابين بالحكة بالاستحمام فيها طلبا للشفاء من حكاتهم.
5- عين العصافير:
وتقع عند اسفل مستعمره ارزا (موصة الفوقة) بالقرب من حرش التنطور، تحت شارع القدس ؟ يافا.
وهي غرفة مستطيلة مساحتها مايقرب من عشرة امتار مربعة، متوسطة الارتفاع ينحني الواقف داخلها، بابها صغير يقود اولا ومباشرة إلى النقر الدائري وعمقه ثلاثون سنتيمترا، ونصف قطره يبلغ خمسين سنتيمتر ممتليء دائما بالماء، سميت بهذا الاسم لان العصافير هي الأكثر من بين المخلوقات التي تستفيد منها حيث تشرب وتأكل من ديدان العلق المتكاثره هناك. كانت الابقار تدخل رأسها فتصل إلى النقر وتشرب منه فتظهر تلك الديدان العلقية حول افواهها بشكل ملحوظ، كانت تلك الديدان تشكل اهمية خاصة عند متعاطي الطب الشعبي، فقد كان يوصي حافظ أبو غزاله من القدس ؟ وهو مطهر أولاد البلد ؟ على كميات منها يستعملها في العلاج، وقد حدثتني معزوزة حسن سمور رحمها الله، كيف ان الله قد شفاها بعلاجه لها باستعمال تلك الديدان حول عينها.
6- عين الجسر:
وتقع بالقرب من الجسر الكبير تحت مقهى واستراحة نقولا، تنبع من اراضي خاصة يمتلكها صالح الحسيني، ويشرب من تلك العين الإنسان والحيوان في بلدتنا.
7- عين السنيوره:
على بعد ثلاثين مترا من عين الجسر، شرق قالونيا الجنوبية، وتشرب منها العائلات المسيحية في البلدة، وهي عائلات نقولا ومتري ويوسف مروم، ولعل اسمها «عين السنيوره» أي عين السيدة الصغيرة في اللغات اليونانية والإسبانية والإيطالية، كان قد سمتها بها تلك العائلات المسيحية التي استوطنت البلدة في أوائل العهد العثماني في القرن السادس عشر.
8- عين البيارة:
وتقع في ارض رباح الحسيني شمال بئر كدس اليهودي إلى الجنوب في قالونيا الشرقية، وقد حفروا ذلك البئر في منطقة الحدود المشتركة بين اراضي رباح الحسيني وداوديلين اليهودي.
ومن هنا كانا أي الحسيني واليهودي يتقاسمان الاستفادة من البئر، وقد قام داودويلين بتوصيل المياه من العين الفوقة إلى بئره ذلك، فضمن وفرة المياه ودوامها في بئره طوال الايام، وكان هدف يلن اليهودي، من ذلك العمل هوخدمة الكنيس اليهودي المجاور لبيت ولده كدس بجواره، ثم خطا داوديلن خطوة أخرى فقام بحفر عين جديدة في ارض البيارة يصلها الماء من بئره، وذلك لخدمة أرضه وأرض رباح الحسيني! وقد سميت تلك العين باسم البيارة «عين البيارة»
وقد روى من اشترك بحفر ذلك البئر أي بئر كدس فقال: لقد حفرنا البئر على شكل انجاصة تامة وبعمق عشرة أمتار وقد ظلت عائلات اليهود عنبتي وداودويلن وكدس، يشربون من تلك البئر ويستعملون مياهها طيلة فترة الإضراب الشهير بشهوره الستة وهم في اتم هدوء بال وانظف حال.
ويلاحظ هنا أن العيون الثمانية السابقة ترافق الوادي الكبير والوادي الصغير شرق وجنوب بلدتنا قالونيا، وتقع ينابيعها عند أقدم الواديين، أما العيون التالية فتقع كلها على السفوح الجليلة.
9 ـ عين الجوز:
في الجنة عينان، اسمهما تسنيم وسلسبيل، وفي قالونيا عين اسمها عين الجوز ماؤها أعذب مياه العيون في البلدة وفي غيرها، تمتاز مياهها بعذوبتها، ولصفائها ولسهولتها، يشرب منها سكان قالونيا الشمالية والغربية بل ان الكثير من الاسر في المناطق الأخرى، والقريبة من العيون السابقة اعتادت على إرسال فتياتها ونسوتها لاحضار ماتحتاجه لشربهم في منازلهم من مائها الزلال.
عرفت بهذا الاسم نسبة إلى شجرة الجوز المعمرة لصاحبها الشيخ إسماعيل سالم كانت هناك.
وتقع عين الجوز في السفح الجبلي عند قمة الخور في غرب قالونيا.
والعينعبارة عن مغارة بئرية بعمق أربعة امتار.تهبط المرأة المستقيمة خمس عشرة درجة لتصل إلى مصطبتها في القاع.
اعتادت نسوة القرية ووارداتها ببناء تلك الدرجات وترميمها مصطبة العين شبه مربعة لا تزيد عن مترين مربعين في القاع وأكثر من امتار مربعة عند سقفها.فيها نقر صغير يصب فيه الماء مزراب من ورق الشجر تمزربُه المرأة أو تستبدله حسب الحاجة.
وعند عين الجوز يتجمع في العادة عدد كبير من الفتيات والنسوة الساقيات وذلك لبعد العين إلى حد ما عن العمران في البلدة، ولتجنب طريقها لتجمعات الشباب والرجال، فلا تضطر المرأة المستقية أن تمر بها كما كان الحال مع جالبة الماء من العين الفوقا أو من العين التحتا، حيث كانت المرأة تضطر إلى اجتياز طريق العقبة بين جماعات الرجال، والشباب القادمين من القدس أو الذاهبين إليها وتضطر أغلب النسوة ان يجتزن دكان ومقهى إسماعيل خليل رمضان حيث تجلد هناك أعداد من ذكور البلدة من الشباب والشيوخ.وكان منظر النسوة العائدات من عين الجوز منظر جميلاًَ هذه تحمل فوق رأسها تنكة، وتلك حباها الله بجيد طويل ورقبة قوية، تحمل تنكتين وضعتهما بشكل مستقيم فوق حواة على رأسها، وكأنها الهة القوة تتحرك على الطريق يعلوها تاجها الطويل، وثالثة تحمل برميلها الثقيل وهي تهرول لتصل إلى بيتها ولتعيد الكرة مرة أخرى، وأخرى ات يسرن بحمولتهن الهوينا وهن يتجاذبن أطراف الحديث، وعند العين، ومن نسوة العين تُعرف الأسرار ومن ثُم تفقد سريتها.
تتوقف النسوة في الذهاب إلى تلك العين في المساء وفي الليل ولايحضرن إليها في الصباح الباكر لرهبة المكان وشدة ظلامه، فالعين في خور، في شق بين جبلين أراضيها مكتظة بالاشجار، والعين كما وصفت تثير الوجدان بشعوره وبلا شعوره، والعقل الشعبي ملئ بخرافات الارواح وطوافها، وقصص المردة السود، والجان، والعفاريت التي تجوب تلك الأماكن في الاماسي وفي العشيات وعند ساعات الصباح الأولى.
10 ـ عين الدجاج (عين الجاج):
تقع في أراضي دار بكر وتسمى أحيانا بعين دار بكر (درباس) غرب البلدة، ولاتبعد كثيراً عن عين الجوز، ولعل اسمها عين (الجاج)أو الدجاج يعود إلى وقت كانت ترتع حولها وتشرب منها وتعيش فيها أعداد وفيرة من طير الشنار والدجاج البري.
والعين عبارة عن بركة متوسطة حولها جدار دائري، يرتفع قليلاً من قاعها
يبلغ قطر البركة متران، شق قادم من الصخر خلف البركة يمدها بالماء، وتجف العين أغلب أيام الصيف، وقد حدث مرة أن غرقت فيها طفلة لخليل بكر، وقد كانت في طور المشي أو الحبو في تلك العين، ه وفي الربيع كانت عين الدجاج مسرحا ومراحا للاستراحة والرحلات والشطحات، تجذب بطيورها وبالاشجار التي تعلوها شمالاً، طلاب جامع الشيخ حمد وشيخهم، وغيرهم من اهالي البلدة.
11 ـ عين فرحان:
حفرة واسعة دائرية نصف قطرها متر واحد وبعمق 40 سم تنبع من أراضي شحادة بكر، وتقع في أرض محمد فرحان، وباسمه سميت، وهي على بعد نصف كيلو متر إلى الشمال الغربي من عين الجوز، ولايسموها سقف ولا يحيط بها جدار، عين ترابية تجف في الصيف، وفي الربيع يشرب منها اصحاب الكروم وزوارها، وينقلون منها الماء لسقاية حيواناتهم.
12 ـ عين زديّة:
غار محفور في الصخر شمال عين الجوز مسافة خمسين متراً، خلف بلوطات الولي الشيخ حسين، كان صاحب هذه العين أولاد أسعد غانم (مشعل)، اشتراها منه ناصر الخطيب أبو سعد أيام الأتراك في البلاد.